# Dolnja Bistrica
Dolnja Bistrica (mađarski: Alsóbeszterce, prekomurski: Dolenja Bistrica) naselje u slovenskoj Općini Črenšovci. Dolnja Bistrica se nalazi u pokrajini Prekmurju i statističkoj regiji Pomurju. 

## Stanovništvo
Prema popisu stanovništva iz 2002. godine naselje je imalo 593 stanovnika.